# Chiesa dei Santi Cirillo e Metodio
La chiesa dei Santi Cirillo e Metodio è una chiesa di Roma, nella zona Acilia nord, in via Osteria di Dragoncello.

## Storia
È stata costruita, tra il 1996 e il 1997, dall'architetto Bozzini di Milano, che vinse un concorso europeo indetto dal Vicariato di Roma. La chiesa è stata solennemente inaugurata dal cardinale vicario Camillo Ruini l'8 novembre 1997, ed è dedicata ai santi fratelli di Tessalonica che evangelizzarono i paesi europei di lingua slava. Il 15 febbraio 1998 essa ha ricevuto la visita di papa Giovanni Paolo II.
La chiesa è sede parrocchiale, eretta il 1º ottobre 1989 con decreto del cardinale vicario Ugo Poletti e affidata al clero diocesano di Roma.
Dal 30 settembre 2023 è sede del titolo cardinalizio omonimo.

## Descrizione
La chiesa è opera dell'architetto Bruno Bozzini. La chiesa, definita da un volume solido e compatto, si affaccia su un ampio sagrato, che dà accesso anche ad altri edifici parrocchiali. La facciata è in travertino: un portale fortemente strombato presenta decorazioni in bassorilievo sulla strombatura ed è sovrastato da un'ampia finestra ad arco finestrato. La chiesa è disposta su una pianta a croce greca, l'abside è illuminata da una finestra a tutto sesto e presenta una nicchia in cui trova posto il tabernacolo. Il fonte battesimale è sovrastato da una copertura ottagonale a piramide rovesciata, che lascia piovere sul fonte una luce zenitale.